# Johann Radfux
Johann Radfux, auch Hans Radfux, (* 29. Juli 1902 in Wien; † 5. August 1984 ebenda) war ein österreichischer Politiker (SPÖ).

## Leben
Radfux wuchs in einer großen Familie auf und musste bereits sehr früh als Maschinenarbeiter arbeiten und seinen Beitrag zum Einkommen der Familie leisten. Als er 18 Jahre alt war, wurde er Mitglied der SDAPDÖ und der freien Gewerkschaften. Im Alter von 21 Jahren wurde er Betriebsratsobmann in der Mühlenbaufirma Amme-Luther-Seck, die im Zweiten Weltkrieg in eine Flugzeugbaufirma umfunktioniert wurde. Radfux wurde in der Zeit des Austrofaschismus aufgrund seiner Zugehörigkeit zur SDAP im Juli 1934 verhaftet und war von Juli bis August 1934 im Anhaltelager Wöllersdorf interniert. Nach dem Zweiten Weltkrieg wurde er 1945 Bezirksvorsteher-Stellvertreter von Liesing. Als Bezirksvorsteher wurde von der russischen Kommandantur der Kommunist Karl Altmann eingesetzt. Im April 1946 wurde Radfux als Bezirksvorsteher von Liesing eingesetzt und mit den ersten freien Wahlen am 16. April 1954 in dieser Funktion bestätigt. Er blieb bis zum 28. September 1962 im Amt. In seiner Funktion als Bezirksvorsteher bzw. Stellvertreter war er vor allem mit dem Wiederaufbau Liesings nach dem Krieg beschäftigt. Sein Nachfolger war Reinhold Suttner.

## Ehrungen

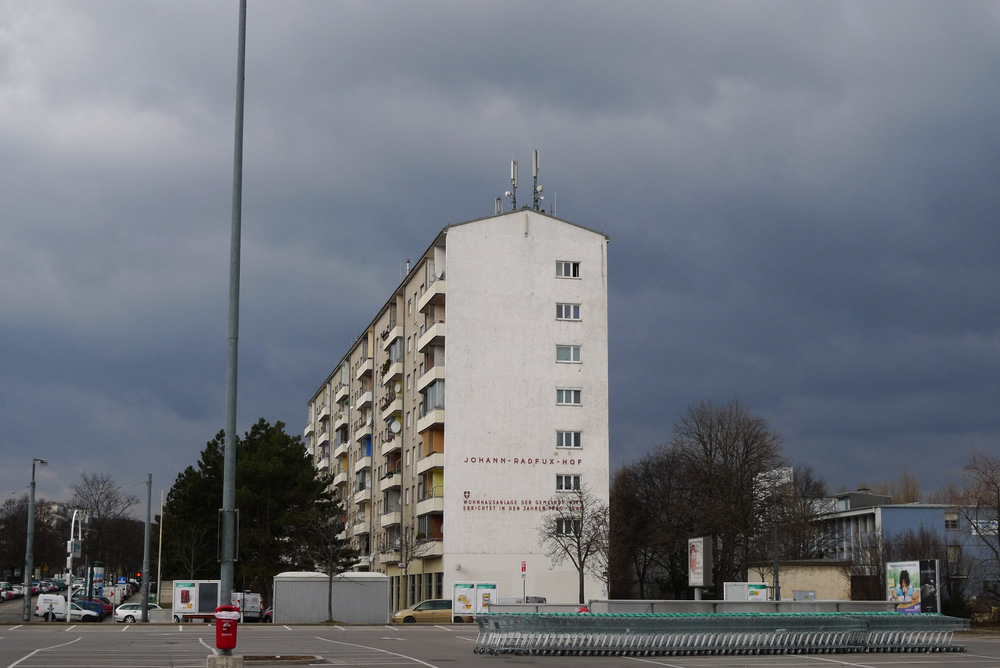
Der Johann-Radfux-Hof in Liesing

- In Liesing ist der Johann-Radfux-Hof nach ihm benannt[5][6]

## Grabmal
Johann Radfux wurde am 28. August 1984 am Atzgersdorfer Friedhof im Grab der Familie, Gruppe 2, Reihe 4, Grab 22, beigesetzt. Das Grab wurde bereits aufgelassen, der Grabstein entfernt und der Grabplatz zur Wiedervergabe freigegeben.